# لت سلیمانی
لت سلیمانی مربوط به دوره صفوی است و در کاشان، فین بزرگ، خیابان حسن‌آباد، جنب مسجد امیرالمؤمنین واقع شده و با شمارهٔ ثبت ۲۶۶۰۵ به‌عنوان یکی از آثار ملی ایران به ثبت رسیده است.